# 오스민 아기레
오스민 아기레(스페인어: Osmín Aguirre, 1889년 12월 24일 ~ 1977년 7월 12일)는 1944년부터 1945년부터 엘살바도르의 임시 대통령으로 재임한 인물이다. 본명은 오스민 아기레 이 살리나스(스페인어: Osmín Aguirre y Salinas)이다.
1889년 산 미겔 출신. 로사 카르도나 비우다와 결혼하였으며 슬하에 4남을 두고 있다.
막시밀리아노 에르난데스 마르티네스의 재임 기간 동안 그는 경찰청장으로 재임했다. 안드레스 이그나시오 메넨데스가 사임하자 임시 대통령으로 추대되었다.
하지만 1977년 7월 12일 자택 근처에서 총을 맞았고 곧바로 병원으로 이송되었으나 숨을 거두었다.

## 같이 보기
- 막시밀리아노 에르난데스 마르티네스